# Saint-Julien-de-Lampon
Saint-Julien-de-Lampon is een gemeente in het Franse departement Dordogne (regio Nouvelle-Aquitaine) en telt 576 inwoners (1999). De plaats maakt deel uit van het arrondissement Sarlat-la-Canéda.

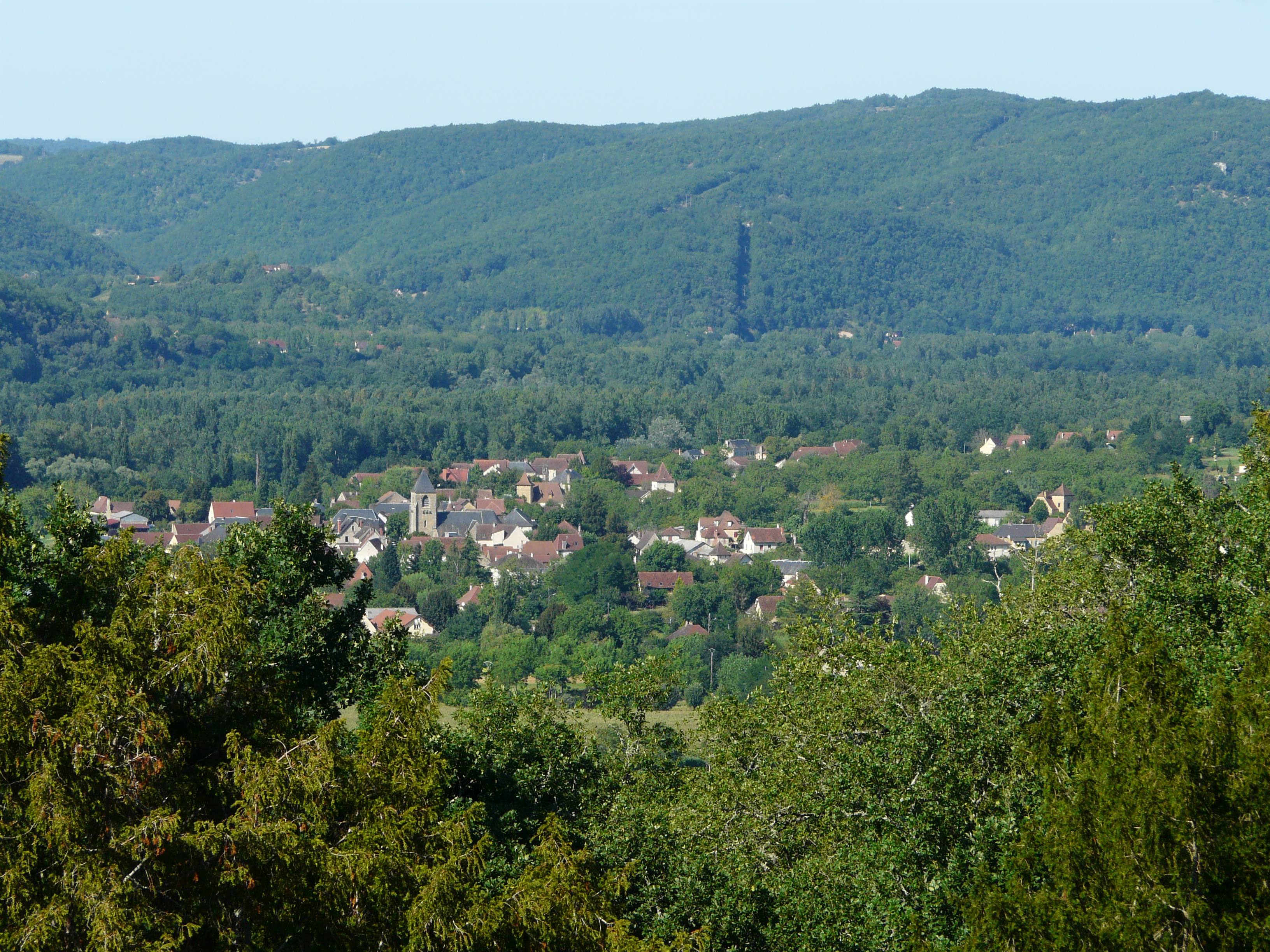
Saint-Julien-de-Lampon
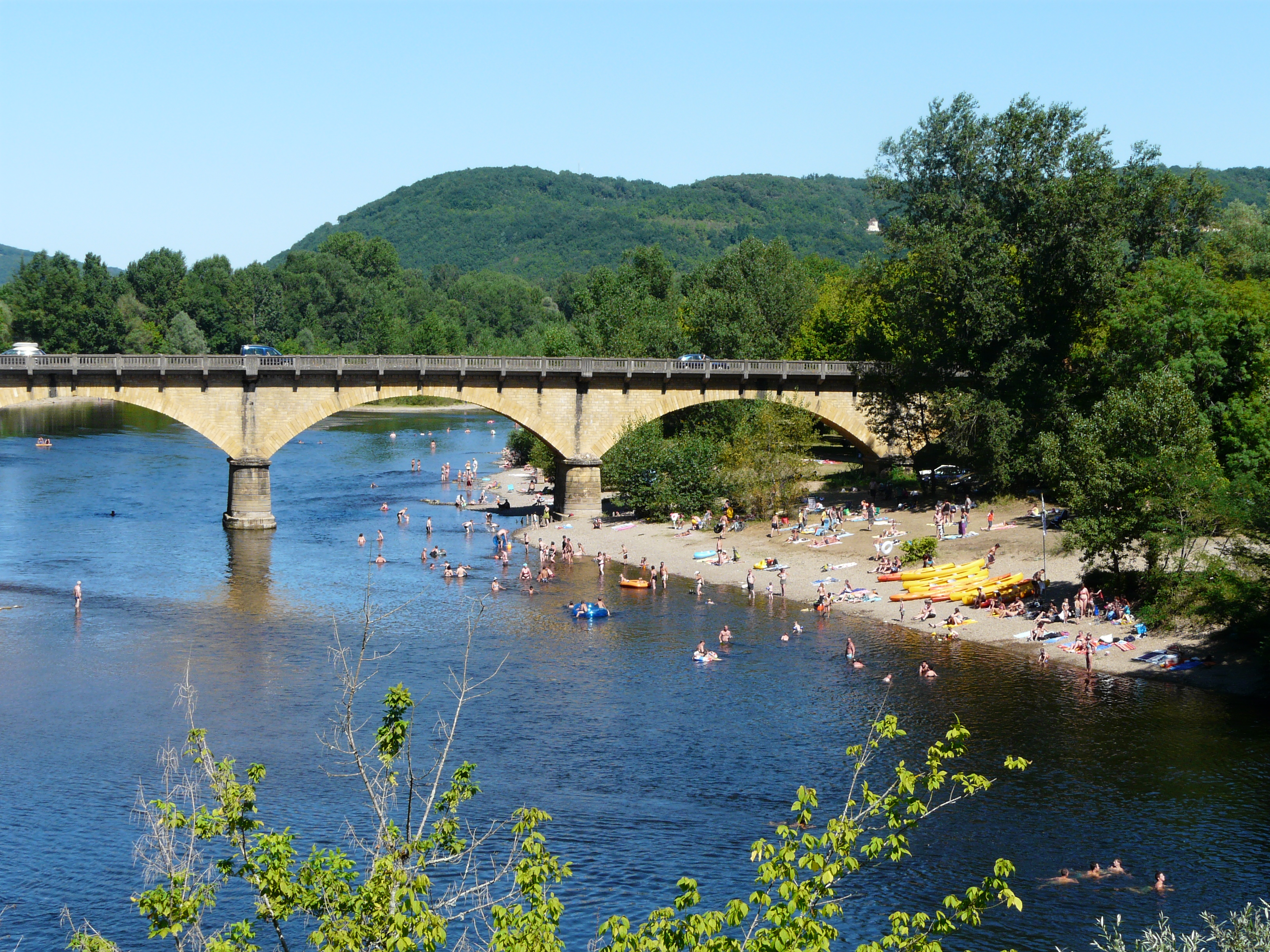
Brug van Rouffillac over de Dordogne

## Geografie
De oppervlakte van Saint-Julien-de-Lampon bedraagt 13,3 km², de bevolkingsdichtheid is 43,3 inwoners per km².
De onderstaande kaart toont de ligging van Saint-Julien-de-Lampon met de belangrijkste infrastructuur en aangrenzende gemeenten.

## Demografie
Onderstaande figuur toont het verloop van het inwonertal (bron: INSEE-tellingen).